# وست وود، کوئینزلند
وست وود (به انگلیسی: Westwood) یک شهرک در استرالیا است که در کوئینزلند واقع شده‌است.